# Grup dels Set
El Grup dels Set va ser un grup paramilitar d'ideologia independentista format els primers anys de la dictadura de Primo de Rivera. Estava format per Miquel Ferrer, Abelard Tona, Enric Fontbernat, Ramon Fabregat, Antoni Argelaguet, Ramon Seguer i Bertran. Hi participarien també, més aviat esporàdicament, Àngel Foix, un obrer mecànic de nom Tàpies i C. A. Jordana. Tots ells eren molt joves; la majoria, excepte Fabregat, menors de vint-i-cinc anys. El nom de la colla provenia del conte Els set penjats de Leonid Andrejev, pare de l'expressionisme rus, que tots havien llegit. Imitant els sollevats de l'Alçament de Pasqua irlandès, referent en la seva lluita, molts d'ells vestien gavardina.
El Grup dels Set es va formar durant els primers anys de Dictadura com a escissió de la Societat d'Estudis Militars, branca paramilitar del partit Acció Catalanista, en creure que ja no hi podien comptar. Molts dels membres catalanistes actius de la clandestinitat, desencantats amb els principals partits del moment com la Lliga Regionalista, Estat Català o AC, van adoptar un caire més antiintel·lectualista, apostant per l'acció directa. El Grup dels Set era molt més radical que la SEM: ferms creients en la lluita armada, i convençuts que calia canviar l'estratègia, van passar directament a fabricar bombes. La dictadura de Primo de Rivera va obligar un canvi d'estratègia: de la formació parsimoniosa d'un exèrcit català amb tots els ets i uts, com volia la SEM, calia passar a una resposta immediata als atacs quotidians contra la catalanitat sorgits de la nova cojuntura política.
Influenciats per la lluita per la independència irlandesa, sobretot Miquel Ferrer, el Grup dels Set plantejava un pla d'acció semblant al del Sinn Féin: desarmament de policies, cops de mà damunt de les delegacions de policia, amb l'ocupació momentània i destrucció amb explosius o incendis, tot i que, per la manca d'efectius del grup, l'abast del que van acabar fent va ser més limitat.

## Acció armada
La seva primera bomba dirigida a un objectiu concret va ser contra el Governador Civil de Girona, Prudencio Rodríguez Chamorro. La bomba era esfèrica, però de metxa, però es va enviar sense temportizador, de manera que era impossible que esclatés per si sola. Aquest era un atac amb la intenció d'espantar l'objectiu, més que de causar-li danys. El governador va obrir el paquet i va fer evacuar l'edifici provocant un escàndol —es va arribar a escampar el rumor que se l'havia posada ell mateix per treure'n rèdit polític—, sense que s'aconseguís trobar els culpables.
Després d'aquesta primera acció, en van seguir d'altres, amb la preparació de dotze artefactes cilíndrics, gràcies a la participació del mecànic Josep Tàpies i d'un amic d'Àngel Foix que era dependent d'una farmàcia i els podia procurar àcid pícric. El primer de la dotzena va anar destinat al local social de la Unión Patriótica Española, a la rambla de Catalunya; llançat a la seva balconada, l'explosió va trencar vidres i ocasionà alguns altres desperfectes, però no vac causar danys físics ni va aixecar massa enrenou al seu voltant. D'aquesta manera, enmig del silenci oficial, se'n van col·locar dues o tres més en punts estratègics, sempre sospesant que no ocasionessin víctimes innocents, amb la idea de distanciar-se del pistolerisme anarquista i dels seus atemptats personals.

## Acció propagandística
El Grup dels Set creien que havien de combinar l'acció armada amb l'acció propagandística. Així, van decidir fabricar un discurs fals d'Alfons Sala i Argemí, home de confiança d'Alfons XIII a Catalunya i president de la Mancomunitat nomenat per Primo de Rivera. L'escrit, realment escrit per Joaquim Ventalló, era una queixa pública d'Alfons Sala per les limitacions governatives a la Mancomunitat i la seva actuació. El centenar de còpies que se'n van imprimir es van repartir amb sobres oficials de la Mancomunitat, obtinguts a través d'amics oficinistes que allà treballaven, al capità general de Catalunya, Emilio Barrera, al governador civil, Joaquim Milans del Bosch, a l'alcalde de Barcelona Darius Rumeu, a altres personalitats, i també a la premsa de Barcelona i Madrid. L'escàndol polític un cop feta pública l'endemà va ser majúscul: tothom va pensar que es tractava d'un document oficial i Alfons Sala va ser obligat a dimitir. La seva dimissió com a president de la Mancomunitat a finals del març de 1925 comportaria la supressió directa de la Mancomunitat de Catalunya.
També publicarien clandestinament un escrit sobre un crim comès al carrer Dormitori de Sant Francesc. Una prostituta, Lolita Bernabeu, havia mort al ser llançada d'un quart pis que servia de bordell i la premsa només n'havia publicat la, breu, nota de la mort. Jordana, el literat del grup, va investigar l'afer, en el qual semblava que havien estat implicats el jutge militar Fernández Valdés, fill del capità general de Catalunya Emilio Barrera, i altres  personalitats rellevants de les altes esferes espanyoles. La reconstrucció dels fets de Jordana devia ser molt propera a la realitat, perquè va aixecar força polseguera en ser repartida en format de fulls volanders.